# Mecze reprezentacji Polski w piłce siatkowej mężczyzn na igrzyskach olimpijskich

## Mecze Polski

### Turnieje olimpijskie

#### Igrzyska Olimpijskie 1968
| Nr | Przeciwnik        | Miejsce | Data            | Wynik (Polska-przeciwnik)      | Faza         | Raport |
| -- | ----------------- | ------- | --------------- | ------------------------------ | ------------ | ------ |
| 1  | Japonia           | Meksyk  | 13 października | 0:3 (9:15, 11:15, 10:15)       | Faza grupowa |        |
| 2  | Meksyk            | Meksyk  | 16 października | 3:1 (15:10, 7:15, 15:4, 15:3)  | Faza grupowa |        |
| 3  | Belgia            | Meksyk  | 17 października | 3:0 (15:6, 15:5, 15:8)         | Faza grupowa |        |
| 4  | ZSRR              | Meksyk  | 19 października | 0:3 (9:15, 10:15, 10:15)       | Faza grupowa |        |
| 5  | Stany Zjednoczone | Meksyk  | 20 października | 3:0 (15:5, 15:5, 15:8)         | Faza grupowa |        |
| 6  | Brazylia          | Meksyk  | 21 października | 3:0 (15:12, 15:4, 15:7)        | Faza grupowa |        |
| 7  | Bułgaria          | Meksyk  | 23 października | 3:0 (15:3, 15:5, 15:10)        | Faza grupowa |        |
| 8  | Czechosłowacja    | Meksyk  | 24 października | 3:1 (15:5, 15:3, 12:15, 15:13) | Faza grupowa |        |
| 9  | NRD               | Meksyk  | 25 października | 0:3 (11:15, 6:15, 6:15)        | Faza grupowa |        |

#### Igrzyska Olimpijskie 1972
| Nr | Przeciwnik       | Miejsce   | Data        | Wynik (Polska-przeciwnik)               | Impreza           | Raport |
| -- | ---------------- | --------- | ----------- | --------------------------------------- | ----------------- | ------ |
| 10 | Czechosłowacja   | Monachium | 27 sierpnia | 0:3 (13:15, 14:16, 8:15)                | Faza grupowa      |        |
| 11 | Tunezja          | Monachium | 29 sierpnia | 3:0 (15:6, 15:11, 15:1)                 | Faza grupowa      |        |
| 12 | Korea Południowa | Monachium | 31 sierpnia | 1:3 (7:15, 15:!3, 11:15, 6:15)          | Faza grupowa      |        |
| 13 | Bułgaria         | Monachium | 2 września  | 2:3 (16:14, 15:12, 7:15, 3:15, 10:15)   | Faza grupowa      |        |
| 14 | ZSRR             | Monachium | 5 września  | 2:3 (15:11, 12:15, 12:15, 15:10, 13:15) | Faza grupowa      |        |
| 15 | Kuba             | Monachium | 9 września  | 3:0 (15:2, 15:7, 15:13)                 | Mecz o 9. miejsce |        |

#### Igrzyska Olimpijskie 1976
| Nr | Przeciwnik       | Miejsce  | Data     | Wynik (Polska-przeciwnik)              | Impreza      | Raport |
| -- | ---------------- | -------- | -------- | -------------------------------------- | ------------ | ------ |
| 16 | Korea Południowa | Montreal | 18 lipca | 3:2 (12:15, 6:15, 15:6, 15:6, 15:5)    | Faza grupowa |        |
| 17 | Kanada           | Montreal | 19 lipca | 3:0 (15:4, 15:7, 15:6)                 | Faza grupowa |        |
| 18 | Kuba             | Montreal | 23 lipca | 3:2 (13:15, 10:15, 15:6, 15:9, 20:18)  | Faza grupowa |        |
| 19 | Czechosłowacja   | Montreal | 25 lipca | 3:1 (8:15, 15:11, 15:5, 16:14)         | Faza grupowa |        |
| 20 | Japonia          | Montreal | 29 lipca | 3:2 (15:17, 15:6, 15:6, 10:15, 15:10)  | Półfinał     |        |
| 21 | ZSRR             | Montreal | 30 lipca | 3:2 (11:15, 15:13, 12:15, 19:17, 15:7) | Finał        |        |

#### Igrzyska Olimpijskie 1980
| Nr | Przeciwnik | Miejsce | Data       | Wynik (Polska-przeciwnik)              | Impreza           | Raport |
| -- | ---------- | ------- | ---------- | -------------------------------------- | ----------------- | ------ |
| 22 | Jugosławia | Moskwa  | 20 lipca   | 3:1 (15:11, 11:15, 15:3, 15:7)         | Faza grupowa      |        |
| 23 | Rumunia    | Moskwa  | 22 lipca   | 3:1 (9:15, 15:12, 15:13, 15:13)        | Faza grupowa      |        |
| 24 | Libia      | Moskwa  | 24 lipca   | 3:0 (15:1, 15:3, 15:1)                 | Faza grupowa      |        |
| 25 | Brazylia   | Moskwa  | 28 lipca   | 2:3 (15:13, 20:18, 15:17, 11:15, 5:15) | Faza grupowa      |        |
| 26 | Bułgaria   | Moskwa  | 30 lipca   | 0:3 (13:15, 13:15, 7:15)               | Półfinał          |        |
| 27 | Rumunia    | Moskwa  | 1 sierpnia | 1:3 (10:15, 15:9, 13:15, 9:15)         | Mecz o 3. miejsce |        |

#### Igrzyska Olimpijskie 1996
| Nr | Przeciwnik        | Miejsce | Data     | Wynik (Polska-przeciwnik)      | Impreza      | Raport |
| -- | ----------------- | ------- | -------- | ------------------------------ | ------------ | ------ |
| 28 | Stany Zjednoczone | Atlanta | 21 lipca | 0:3 (13:15, 6:15, 8:15)        | Faza grupowa |        |
| 29 | Kuba              | Atlanta | 23 lipca | 0:3 (13:15, 2:15, 13:15)       | Faza grupowa |        |
| 30 | Brazylia          | Atlanta | 25 lipca | 0:3 (7:15, 11:15, 8:15)        | Faza grupowa |        |
| 31 | Bułgaria          | Atlanta | 27 lipca | 0:3 (4:15, 10:15, 7:15)        | Faza grupowa |        |
| 32 | Argentyna         | Atlanta | 29 lipca | 1:3 (15:7, 15:17, 10:15, 9:15) | Faza grupowa |        |

#### Igrzyska Olimpijskie 2004
| Nr | Przeciwnik          | Miejsce | Data        | Wynik (Polska-przeciwnik)               | Impreza      | Raport |
| -- | ------------------- | ------- | ----------- | --------------------------------------- | ------------ | ------ |
| 33 | Serbia i Czarnogóra | Ateny   | 15 sierpnia | 3:0 (25:21, 25:17, 25:16)               | Faza grupowa |        |
| 34 | Grecja              | Ateny   | 17 sierpnia | 1:3 (25:21, 18:25, 21:25, 20:25)        | Faza grupowa |        |
| 35 | Francja             | Ateny   | 19 sierpnia | 0:3 (15:25, 18:25, 17:25)               | Faza grupowa |        |
| 36 | Tunezja             | Ateny   | 21 sierpnia | 3:1 (25:18, 23:25, 25:19, 25:23)        | Faza grupowa |        |
| 37 | Argentyna           | Ateny   | 23 sierpnia | 3:2 (19:25, 22:25, 25:23, 25:22, 20:18) | Faza grupowa |        |
| 38 | Brazylia            | Ateny   | 25 sierpnia | 0:3 (22:25, 25:27, 18:25)               | Ćwiećrfinał  |        |

#### Igrzyska Olimpijskie 2008
| Nr | Przeciwnik | Miejsce | Data        | Wynik (Polska-przeciwnik)               | Impreza      | Raport |
| -- | ---------- | ------- | ----------- | --------------------------------------- | ------------ | ------ |
| 39 | Niemcy     | Pekin   | 10 sierpnia | 3:0 (25:17, 33:31, 25:20)               | Faza grupowa |        |
| 40 | Egipt      | Pekin   | 12 sierpnia | 3:0 (25:21, 25:18, 25:10)               | Faza grupowa |        |
| 41 | Serbia     | Pekin   | 14 sierpnia | 3:1 (31:29, 22:25, 25:22, 25:21)        | Faza grupowa |        |
| 42 | Brazylia   | Pekin   | 16 sierpnia | 0:3 (28:30, 19:25, 19:25)               | Faza grupowa |        |
| 43 | Rosja      | Pekin   | 18 sierpnia | 3:2 (17:25, 26:24, 24:26, 25:23, 15:12) | Faza grupowa |        |
| 44 | Włochy     | Pekin   | 20 sierpnia | 2:3 (19:25, 22:25, 25:18, 28:26, 15:17) | Ćwiećrfinał  |        |

#### Igrzyska Olimpijskie 2012
| Nr | Przeciwnik      | Miejsce | Data       | Wynik (Polska-przeciwnik)        | Impreza      | Raport |
| -- | --------------- | ------- | ---------- | -------------------------------- | ------------ | ------ |
| 45 | Włochy          | Londyn  | 29 lipca   | 3:1 (21:25, 25:20, 25:23, 25:14) | Faza grupowa |        |
| 46 | Bułgaria        | Londyn  | 31 lipca   | 1:3 (22:25, 27:29, 25:13, 23:25) | Faza grupowa |        |
| 47 | Argentyna       | Londyn  | 2 sierpnia | 3:0 (25:18, 25:20, 25:16)        | Faza grupowa |        |
| 48 | Wielka Brytania | Londyn  | 4 sierpnia | 3:0 (25:16, 25:19, 25:18)        | Faza grupowa |        |
| 49 | Australia       | Londyn  | 6 sierpnia | 1:3 (21:25, 22:25, 25:18, 22:25) | Faza grupowa |        |
| 50 | Rosja           | Londyn  | 8 sierpnia | 0:3 (17:25, 23:25, 21:25)        | Ćwierćfinał  |        |

#### Igrzyska Olimpijskie 2016
| Nr | Przeciwnik        | Miejsce        | Data        | Wynik (Polska-przeciwnik)               | Impreza      | Raport |
| -- | ----------------- | -------------- | ----------- | --------------------------------------- | ------------ | ------ |
| 51 | Egipt             | Rio de Janeiro | 7 sierpnia  | 3:0 (25:18, 25:20, 25:17)               | Faza grupowa |        |
| 52 | Iran              | Rio de Janeiro | 9 sierpnia  | 3:2 (25:17, 25:23, 23:25, 20:25, 18:16) | Faza grupowa |        |
| 53 | Argentyna         | Rio de Janeiro | 11 sierpnia | 3:0 (25:21, 25:19, 37:35)               | Faza grupowa |        |
| 54 | Rosja             | Rio de Janeiro | 13 sierpnia | 2:3 (18:25, 25:16, 18:25, 25:22, 13:15) | Faza grupowa |        |
| 55 | Kuba              | Rio de Janeiro | 15 sierpnia | 3:0 (25:18, 25:15, 25:17)               | Faza grupowa |        |
| 56 | Stany Zjednoczone | Rio de Janeiro | 17 sierpnia | 0:3 (23:25, 22:25, 20:25)               | Ćwierćfinał  |        |

#### Igrzyska Olimpijskie 2020
| Nr   | Przeciwnik | Miejsce | Data       | Wynik (Polska-przeciwnik)               | Impreza      | Raport |
| 2021 | 2021       | 2021    | 2021       | 2021                                    | 2021         | 2021   |
| ---- | ---------- | ------- | ---------- | --------------------------------------- | ------------ | ------ |
| 57   | Iran       | Tokio   | 24 lipca   | 2:3 (25:18, 22:25, 22:25, 25:22, 21:23) | Faza grupowa |        |
| 58   | Włochy     | Tokio   | 26 lipca   | 3:0 (25:20, 26:24, 25:20)               | Faza grupowa |        |
| 59   | Wenezuela  | Tokio   | 28 lipca   | 3:1 (25:16, 25:13, 18:25, 25:15)        | Faza grupowa |        |
| 60   | Japonia    | Tokio   | 30 lipca   | 3:0 (25:22, 25:21, 26:24)               | Faza grupowa |        |
| 61   | Kanada     | Tokio   | 1 sierpnia | 3:0 (25:15, 25:21, 25:16)               | Faza grupowa |        |
| 62   | Francja    | Tokio   | 3 sierpnia | 2:3 (25:21, 22:25, 25:21, 21:25, 9:15)  | Ćwierćfinał  |        |

#### Igrzyska Olimpijskie 2024
| Nr  | Przeciwnik        | Miejsce | Data        | Wynik (Polska-przeciwnik)               | Impreza      | Raport |
| --- | ----------------- | ------- | ----------- | --------------------------------------- | ------------ | ------ |
| 63  | Egipt             | Paryż   | 27 lipca    | 3:0 (25:21, 25:19, 25:13)               | Faza grupowa |        |
| 64  | Brazylia          | Paryż   | 31 lipca    | 3:2 (22:25, 25:19, 19:25, 25:23, 15:12) | Faza grupowa |        |
| 65  | Włochy            | Paryż   | 3 sierpnia  | 1:3 (15:25, 18:25, 26:24, 20:25)        | Faza grupowa |        |
| 66  | Słowenia          | Paryż   | 5 sierpnia  | 3:1 (25:20, 24:26, 25:19, 25:20)        | Ćwierćfinał  |        |
| 67. | Stany Zjednoczone | Paryż   | 7 sierpnia  | 3:2 (25:23, 25:27, 14:25, 25:23, 15:13) | Półfinał     |        |
| 68. | Francja           | Paryż   | 10 sierpnia | 0:3 (19:25, 20:25, 23:25)               | Finał        |        |

### Kwalifikacje

#### Igrzyska Olimpijskie 1972
| Nr   | Przeciwnik        | Miejsce     | Data       | Wynik (Polska-przeciwnik)             | Impreza                         | Raport |
| 1972 | 1972              | 1972        | 1972       | 1972                                  | 1972                            | 1972   |
| ---- | ----------------- | ----------- | ---------- | ------------------------------------- | ------------------------------- | ------ |
| 1    | Stany Zjednoczone | Montpellier | 4 sierpnia | 3:2 (7:15, 15:2, 15:12, 12:15, 15:12) | Światowy Turniej Kwalifikacyjny |        |
| 2    | Urugwaj           | Montpellier | 6 sierpnia | 3:0 (15:9, 15:10, 15:12)              | Światowy Turniej Kwalifikacyjny |        |
| 3    | Holandia          | Montpellier | 7 sierpnia | 3:0 (15:6, 15:9, 15:13)               | Światowy Turniej Kwalifikacyjny |        |
| 4    | Rumunia           | Montpellier | 8 sierpnia | 3:0 (15:13, 15:3, 15:9)               | Światowy Turniej Kwalifikacyjny |        |
| 5    | Francja           | Montpellier | 9 sierpnia | 3:0 (15:12, 15:5, 15:6)               | Światowy Turniej Kwalifikacyjny |        |

#### Igrzyska Olimpijskie 1992
| Nr   | Przeciwnik | Miejsce   | Data    | Wynik (Polska-przeciwnik)            | Impreza                            | Raport |
| 1992 | 1992       | 1992      | 1992    | 1992                                 | 1992                               | 1992   |
| ---- | ---------- | --------- | ------- | ------------------------------------ | ---------------------------------- | ------ |
| 1    | Egipt      | Rotterdam | 10 maja | 3:0 (15:6, 15:10, 15:11)             | II Światowy Turniej Kwalifikacyjny |        |
| 2    | Peru       | Rotterdam | 11 maja | 3:0 (15:3, 15:2, 15:6)               | II Światowy Turniej Kwalifikacyjny |        |
| 3    | Holandia   | Rotterdam | 13 maja | 3:0 (15:13, 16:14, 15:10)            | II Światowy Turniej Kwalifikacyjny |        |
| 4    | Bułgaria   | Rotterdam | 14 maja | 3:1 (15:8, 15:12, 12:15, 5:15, 15:9) | II Światowy Turniej Kwalifikacyjny |        |
| 5    | Chiny      | Rotterdam | 15 maja | 1:3 (10:15, 15:11, 10:15, 10:15)     | II Światowy Turniej Kwalifikacyjny |        |
| 6    | Holandia   | Rotterdam | 17 maja | 0:3 (11:15, 12:15, 6:15)             | II Światowy Turniej Kwalifikacyjny |        |

#### Igrzyska Olimpijskie 1996
| Nr   | Przeciwnik | Miejsce | Data   | Wynik (Polska-przeciwnik)             | Impreza                             | Raport |
| 1996 | 1996       | 1996    | 1996   | 1996                                  | 1996                                | 1996   |
| ---- | ---------- | ------- | ------ | ------------------------------------- | ----------------------------------- | ------ |
| 1    | Grecja     | Patras  | 3 maja | 3:2 (10:15, 15:11, 5:15, 15:5, 16:14) | III Światowy Turniej Kwalifikacyjny |        |
| 2    | Hiszpania  | Patras  | 4 maja | 3:1 (15:10, 15:6, 9:15, 15:12)        | III Światowy Turniej Kwalifikacyjny |        |
| 3    | Japonia    | Patras  | 5 maja | 3:1 (15:13, 11:15, 15:10, 16:14)      | III Światowy Turniej Kwalifikacyjny |        |

#### Igrzyska Olimpijskie 2000
| Nr   | Przeciwnik | Miejsce  | Data       | Wynik (Polska-przeciwnik)               | Impreza                           | Raport |
| 2000 | 2000       | 2000     | 2000       | 2000                                    | 2000                              | 2000   |
| ---- | ---------- | -------- | ---------- | --------------------------------------- | --------------------------------- | ------ |
| 1    | Łotwa      | Katowice | 3 stycznia | 3:2 (23:25, 25:19, 29:31, 25:18, 15:11) | Europejski Turniej Kwalifikacyjny |        |
| 2    | Bułgaria   | Katowice | 4 stycznia | 1:3 (25:23, 21:25, 20:25, 32:34)        | Europejski Turniej Kwalifikacyjny |        |
| 3    | Czechy     | Katowice | 5 stycznia | 3:1 (25:19, 25:20, 20:25, 25:19)        | Europejski Turniej Kwalifikacyjny |        |
| 4    | Holandia   | Katowice | 7 stycznia | 3:1 (18:25, 25:19, 25:20, 25:18)        | Europejski Turniej Kwalifikacyjny |        |
| 5    | Jugosławia | Katowice | 8 stycznia | 1:3 (19:25, 20:25, 25:18, 25:27)        | Europejski Turniej Kwalifikacyjny |        |

#### Igrzyska Olimpijskie 2004
| Nr   | Przeciwnik | Miejsce | Data       | Wynik (Polska-przeciwnik)               | Impreza                           | Raport |
| 2004 | 2004       | 2004    | 2004       | 2004                                    | 2004                              | 2004   |
| ---- | ---------- | ------- | ---------- | --------------------------------------- | --------------------------------- | ------ |
| 1    | Niemcy     | Lipsk   | 6 stycznia | 3:2 (22:25, 25:16, 25:27, 26:24, 15:13) | Europejski Turniej Kwalifikacyjny |        |
| 2    | Rosja      | Lipsk   | 7 stycznia | 0:3 (19:25, 16:25, 18:25)               | Europejski Turniej Kwalifikacyjny |        |
| 3    | Bułgaria   | Lipsk   | 8 stycznia | 0:3 (19:25, 19:25, 18:25)               | Europejski Turniej Kwalifikacyjny |        |
| 4    | Wenezuela  | Porto   | 21 maja    | 3:0 (25:21, 26:24, 25:22)               | I Światowy Turniej Kwalifikacyjny |        |
| 5    | Portugalia | Porto   | 22 maja    | 3:2 (25:18, 18:25, 27:29, 25:19, 15:12) | I Światowy Turniej Kwalifikacyjny |        |
| 6    | Kazachstan | Porto   | 23 maja    | 3:0 (25:15, 25:13, 25:22)               | I Światowy Turniej Kwalifikacyjny |        |

#### Igrzyska Olimpijskie 2008
| Nr   | Przeciwnik | Miejsce     | Data            | Wynik (Polska-przeciwnik)               | Impreza                                               | Raport |
| 2007 | 2007       | 2007        | 2007            | 2007                                    | 2007                                                  | 2007   |
| ---- | ---------- | ----------- | --------------- | --------------------------------------- | ----------------------------------------------------- | ------ |
| 1    | Dania      | Szombathely | 29 października | 3:0 (25:21, 25:19, 25:19)               | Europejski Turniej Przedkwalifikacyjny - faza grupowa |        |
| 2    | Belgia     | Szombathely | 30 października | 3:0 (25:22, 25:18, 25:19)               | Europejski Turniej Przedkwalifikacyjny - faza grupowa |        |
| 3    | Węgry      | Szombathely | 1 listopada     | 3:1 (25:14, 25:18, 20:25, 25:17)        | Europejski Turniej Przedkwal. - półfinał              |        |
| 4    | Finlandia  | Szombathely | 2 listopada     | 3:0 (25:20, 25:18, 27:25)               | Europejski Turniej Przedkwal. - finał                 |        |
| 2008 |            |             |                 |                                         |                                                       |        |
| 5    | Hiszpania  | Izmir       | 7 stycznia      | 2:3 (25:19, 22:25, 28:26, 21:25, 11:15) | Europejski Turniej Kwalifikacyjny - faza grupowa      |        |
| 6    | Włochy     | Izmir       | 8 stycznia      | 3:0 (25:20, 26:24, 25:21)               | Europejski Turniej Kwalifikacyjny - faza grupowa      |        |
| 7    | Holandia   | Izmir       | 9 stycznia      | 2:3 (25:19, 23:25, 19:25, 25:16, 13:15) | Europejski Turniej Kwalifikacyjny - faza grupowa      |        |
| 8    | Portoryko  | Espinho     | 30 maja         | 3:0 (25:23, 25:18, 25:14)               | II Światowy Turniej Kwalifikacyjny                    |        |
| 9    | Indie      | Espinho     | 31 maja         | 3:0 (25:20, 25:17, 25:23)               | II Światowy Turniej Kwalifikacyjny                    |        |
| 10   | Portugalia | Espinho     | 1 czerwca       | 3:0 (25:21, 25:19, 26:24)               | II Światowy Turniej Kwalifikacyjny                    |        |

#### Igrzyska Olimpijskie 2016
| Nr   | Przeciwnik | Miejsce | Data        | Wynik (Polska-przeciwnik)               | Impreza                                          | Raport |
| 2016 | 2016       | 2016    | 2016        | 2016                                    | 2016                                             | 2016   |
| ---- | ---------- | ------- | ----------- | --------------------------------------- | ------------------------------------------------ | ------ |
| 1    | Serbia     | Berlin  | 5 stycznia  | 3:1 (22:25, 25:18, 25:23, 25:21)        | Europejski Turniej Kwalifikacyjny - faza grupowa |        |
| 2    | Belgia     | Berlin  | 7 stycznia  | 3:0 (25:20, 30:28, 25:19)               | Europejski Turniej Kwalifikacyjny - faza grupowa |        |
| 3    | Niemcy     | Berlin  | 8 stycznia  | 2:3 (25:21, 17:25, 22:25, 25:20, 10:15) | Europejski Turniej Kwalifikacyjny - faza grupowa |        |
| 4    | Francja    | Berlin  | 9 stycznia  | 0:3 (27:29, 30:32, 20:25)               | Europejski Turniej Kwal. - półfinał              |        |
| 5    | Niemcy     | Berlin  | 10 stycznia | 3:2 (20:25, 25:22, 16:25, 28:26, 16:14) | Europejski Turniej Kwal. - mecz o 3. miejsce     |        |
| 6    | Kanada     | Tokio   | 28 maja     | 3:2 (25:18, 17:25, 25:21, 18:25, 15:9)  | I Światowy Turniej Kwalifikacyjny                |        |
| 7    | Francja    | Tokio   | 29 maja     | 3:2 (22:25, 13:25, 31:29, 25:17, 15:12) | I Światowy Turniej Kwalifikacyjny                |        |
| 8    | Japonia    | Tokio   | 31 maja     | 3:0 (25:22, 25:16, 25:23)               | I Światowy Turniej Kwalifikacyjny                |        |
| 9    | Chiny      | Tokio   | 1 czerwca   | 3:2 (26:28, 20:25, 25:16, 25:17, 15:10) | I Światowy Turniej Kwalifikacyjny                |        |
| 10   | Wenezuela  | Tokio   | 2 czerwca   | 3:0 (25:21, 25:17, 25:18)               | I Światowy Turniej Kwalifikacyjny                |        |
| 11   | Iran       | Tokio   | 4 czerwca   | 1:3 (20:25, 18:25, 25:20, 32:34)        | I Światowy Turniej Kwalifikacyjny                |        |
| 12   | Australia  | Tokio   | 5 czerwca   | 3:0 (25:21, 25:15, 27:25)               | I Światowy Turniej Kwalifikacyjny                |        |

#### Igrzyska Olimpijskie 2020
| Nr   | Przeciwnik | Miejsce      | Data        | Wynik (Polska-przeciwnik)        | Impreza                                   | Raport |
| 2019 | 2019       | 2019         | 2019        | 2019                             | 2019                                      | 2019   |
| ---- | ---------- | ------------ | ----------- | -------------------------------- | ----------------------------------------- | ------ |
| 1    | Tunezja    | Gdańsk/Sopot | 9 sierpnia  | 3:0 (25:15, 25:19, 25:19)        | Interkontynentalny Turniej Kwalifikacyjny |        |
| 2    | Francja    | Gdańsk/Sopot | 10 sierpnia | 3:0 (25:21, 25:19, 25:20)        | Interkontynentalny Turniej Kwalifikacyjny |        |
| 3    | Słowenia   | Gdańsk/Sopot | 11 sierpnia | 3:1 (21:25, 25:23, 25:23, 25:21) | Interkontynentalny Turniej Kwalifikacyjny |        |

#### Igrzyska Olimpijskie 2024
| Nr   | Przeciwnik | Miejsce | Data           | Wynik (Polska-przeciwnik)               | Impreza                                   | Raport |
| 2023 | 2023       | 2023    | 2023           | 2023                                    | 2023                                      | 2023   |
| ---- | ---------- | ------- | -------------- | --------------------------------------- | ----------------------------------------- | ------ |
| 1    | Belgia     | Xi'an   | 30 września    | 3:2 (23:25, 25:20, 25:16, 21:25, 17:15) | Interkontynentalny Turniej Kwalifikacyjny |        |
| 2    | Bułgaria   | Xi'an   | 1 października | 3:0 (26:24, 25:20, 25:21)               | Interkontynentalny Turniej Kwalifikacyjny |        |
| 3    | Kanada     | Xi'an   | 3 października | 3:2 (21:25, 25:20, 25:20, 20:25, 17:15) | Interkontynentalny Turniej Kwalifikacyjny |        |
| 4    | Meksyk     | Xi'an   | 4 października | 3:0 (25:21, 25:19, 25:14)               | Interkontynentalny Turniej Kwalifikacyjny |        |
| 5    | Argentyna  | Xi'an   | 6 października | 3:1 (25:23, 23:25, 28:26, 25:20)        | Interkontynentalny Turniej Kwalifikacyjny |        |
| 6    | Holandia   | Xi'an   | 7 października | 3:1 (21:25, 25:17, 25:22, 29:27)        | Interkontynentalny Turniej Kwalifikacyjny |        |
| 7    | Chiny      | Xi'an   | 8 października | 3:2 (25:20, 23:25, 22:25, 25:9, 16:14)  | Interkontynentalny Turniej Kwalifikacyjny |        |

## Bilans spotkań według krajów
| Lp.   | Reprezentacja       | Liczba meczów | Wygrane | Wygrane | Wygrane | Przegrane | Przegrane | Przegrane | Bilans meczów wygrane:przegrane | Bilans setów wygrane:przegrane |
| Lp.   | Reprezentacja       | Liczba meczów | 3:0     | 3:1     | 3:2     | 2:3       | 1:3       | 0:3       | Bilans meczów wygrane:przegrane | Bilans setów wygrane:przegrane |
| ----- | ------------------- | ------------- | ------- | ------- | ------- | --------- | --------- | --------- | ------------------------------- | ------------------------------ |
| 1     | Argentyna           | 4             | 2       | 0       | 1       | 0         | 1         | 0         | 3:1                             | 10:5                           |
| 2     | Australia           | 1             | 0       | 0       | 0       | 0         | 1         | 0         | 0:1                             | 1:3                            |
| 3     | Belgia              | 1             | 1       | 0       | 0       | 0         | 0         | 0         | 1:0                             | 3:0                            |
| 4     | Brazylia            | 6             | 1       | 0       | 1       | 1         | 0         | 3         | 2:4                             | 8:14                           |
| 5     | Bułgaria            | 5             | 1       | 0       | 0       | 1         | 1         | 2         | 1:4                             | 6:12                           |
| 6     | Czechosłowacja      | 3             | 0       | 2       | 0       | 0         | 0         | 1         | 2:1                             | 6:5                            |
| 7     | Egipt               | 3             | 3       | 0       | 0       | 0         | 0         | 0         | 3:0                             | 9:0                            |
| 8     | Francja             | 3             | 0       | 0       | 0       | 1         | 0         | 2         | 0:3                             | 2:9                            |
| 9     | Grecja              | 1             | 0       | 0       | 0       | 0         | 1         | 0         | 0:1                             | 1:3                            |
| 10    | Iran                | 2             | 0       | 0       | 1       | 1         | 0         | 0         | 1:1                             | 5:5                            |
| 11    | Japonia             | 3             | 1       | 0       | 1       | 0         | 0         | 1         | 2:1                             | 6:5                            |
| 12    | Jugosławia          | 1             | 0       | 1       | 0       | 0         | 0         | 0         | 1:0                             | 3:1                            |
| 13    | Kanada              | 2             | 2       | 0       | 0       | 0         | 0         | 0         | 2:0                             | 6:0                            |
| 14    | Korea Południowa    | 2             | 0       | 0       | 1       | 0         | 1         | 0         | 1:1                             | 4:5                            |
| 15    | Kuba                | 4             | 2       | 0       | 1       | 0         | 0         | 1         | 3:1                             | 9:5                            |
| 16    | Libia               | 1             | 1       | 0       | 0       | 0         | 0         | 0         | 1:0                             | 3:0                            |
| 17    | Meksyk              | 1             | 0       | 1       | 0       | 0         | 0         | 0         | 1:0                             | 3:1                            |
| 18    | Niemcy              | 1             | 1       | 0       | 0       | 0         | 0         | 0         | 1:0                             | 3:0                            |
| 19    | NRD                 | 1             | 0       | 0       | 0       | 0         | 0         | 1         | 0:1                             | 0:3                            |
| 20    | Rosja               | 3             | 0       | 0       | 1       | 1         | 0         | 1         | 1:2                             | 5:8                            |
| 21    | Rumunia             | 2             | 0       | 1       | 0       | 0         | 1         | 0         | 1:1                             | 4:4                            |
| 22    | Serbia              | 1             | 0       | 1       | 0       | 0         | 0         | 0         | 1:0                             | 3:1                            |
| 23    | Serbia i Czarnogóra | 1             | 1       | 0       | 0       | 0         | 0         | 0         | 1:0                             | 3:0                            |
| 24    | Stany Zjednoczone   | 4             | 1       | 0       | 1       | 0         | 0         | 2         | 2:2                             | 6:8                            |
| 25    | Słowenia            | 1             | 0       | 1       | 0       | 0         | 0         | 0         | 1:0                             | 3:1                            |
| 26    | Tunezja             | 2             | 1       | 1       | 0       | 0         | 0         | 0         | 2:0                             | 6:1                            |
| 27    | Wenezuela           | 1             | 0       | 1       | 0       | 0         | 0         | 0         | 1:0                             | 3:1                            |
| 28    | Wielka Brytania     | 1             | 1       | 0       | 0       | 0         | 0         | 0         | 1:0                             | 3:0                            |
| 29    | Włochy              | 4             | 1       | 1       | 0       | 1         | 1         | 0         | 2:2                             | 9:7                            |
| 30    | ZSRR                | 3             | 0       | 0       | 1       | 1         | 0         | 1         | 1:2                             | 5:8                            |
| Razem | Razem               | 68            | 20      | 10      | 9       | 7         | 7         | 15        | 39:29                           | 138:115                        |

Aktualizacja 10.08.2024, po meczu Polska - Francja. Mecze kwalifikacyjne nie są wliczane.

## Bilans spotkań według edycji
| Rok   | Edycja | Miejsce | Liczba meczów | Zwycięstwa | Porażki | Sety    | Trener              |
| ----- | ------ | ------- | ------------- | ---------- | ------- | ------- | ------------------- |
| 1968  | II     | 5.      | 9             | 6          | 3       | 18:11   | Tadeusz Szlagor     |
| 1972  | III    | 9.      | 6             | 2          | 4       | 11:12   | Tadeusz Szlagor     |
| 1976  | IV     | 1.      | 6             | 6          | 0       | 18:9    | Hubert Jerzy Wagner |
| 1980  | V      | 4.      | 6             | 3          | 3       | 12:11   | Aleksander Skiba    |
| 1996  | IX     | 11-12.  | 5             | 0          | 5       | 1:15    | Wiktor Krebok       |
| 2004  | XI     | 5-8.    | 6             | 3          | 3       | 10:12   | Stanisław Gościniak |
| 2008  | XII    | 5-8.    | 6             | 4          | 2       | 14:9    | Raúl Lozano         |
| 2012  | XIII   | 5-8.    | 6             | 3          | 3       | 11:10   | Andrea Anastasi     |
| 2016  | XIV    | 5-8.    | 6             | 4          | 2       | 14:8    | Stéphane Antiga     |
| 2020  | XV     | 5-8.    | 6             | 4          | 2       | 16:7    | Vital Heynen        |
| 2024  | XVI    | 2.      | 6             | 4          | 2       | 13:11   | Nikola Grbić        |
| Razem | Razem  | Razem   | 68            | 39         | 29      | 138:115 |                     |

## Składy
- 1968: Stanisław Zduńczyk, Aleksander Skiba, Jerzy Szymczyk, Edward Skorek, Zbigniew Jasiukiewicz, Tadeusz Siwek, Zdzisław Ambroziak, Stanisław Gościniak, Romuald Paszkiewicz, Hubert Jerzy Wagner, Wojciech Rutkowski, Zbigniew Zarzycki, trener: Tadeusz Szlagor
- 1972: Jan Such, Alojzy Świderek, Bronisław Bebel, Edward Skorek, Włodzimierz Stefański, Wiesław Gawłowski, Zdzisław Ambroziak, Stanisław Gościniak, Ryszard Bosek, Stanisław Iwaniak, Zbigniew Zarzycki, Marek Karbarz, trener: Tadeusz Szlagor
- 1976: Włodzimierz Stefański, Bronisław Bebel, Lech Łasko, Edward Skorek, Tomasz Wójtowicz, Wiesław Gawłowski, Mirosław Rybaczewski, Zbigniew Lubiejewski, Ryszard Bosek, Włodzimierz Sadalski, Zbigniew Zarzycki, Marek Karbarz, trener: Hubert Jerzy Wagner
- 1980: Robert Malinowski, Maciej Jarosz, Wiesław Czaja, Lech Łasko, Tomasz Wójtowicz, Wiesław Gawłowski, Wojciech Drzyzga, Bogusław Kanicki, Bosek, Włodzimierz Nalazek, Leszek Molenda, Władysław Kustra, trener: Aleksander Skiba
- 1996: Damian Dacewicz, Piotr Gruszka, Krzysztof Janczak, Marcin Nowak, Prygiel, Witold Roman, Andrzej Stelmach, Krzysztof Stelmach, Mariusz Szyszko, Krzysztof Śmigiel, Leszek Urbanowicz, Paweł Zagumny, trener: Wiktor Krebok
- 2004: Michał Bąkiewicz, Piotr Gabrych, Arkadiusz Gołaś, Piotr Gruszka, Krzysztof Ignaczak, Łukasz Kadziewicz, Dawid Murek, Radosław Rybak, Andrzej Stelmach, Robert Szczerbaniuk, Sebastian Świderski, Paweł Zagumny, trener: Stanisław Gościniak
- 2008: Krzysztof Gierczyński, Piotr Gruszka, Krzysztof Ignaczak, Łukasz Kadziewicz, Marcin Możdżonek, Daniel Pliński, Sebastian Świderski, Marcin Wika, Michał Winiarski, Mariusz Wlazły, Paweł Woicki, Paweł Zagumny, trener: Raúl Lozano
- 2012: Piotr Nowakowski, Michał Winiarski, Grzegorz Kosok, Paweł Zagumny, Bartosz Kurek, Jakub Jarosz, Zbigniew Bartman, Michał Kubiak, Michał Ruciak, Łukasz Żygadło, Krzysztof Ignaczak, Marcin Możdżonek, trener: Andrea Anastasi
- 2016: Piotr Nowakowski, Dawid Konarski, Bartosz Kurek, Karol Kłos, Fabian Drzyzga, Grzegorz Łomacz, Michał Kubiak, Paweł Zatorski, Mateusz Mika, Rafał Buszek, Bartosz Bednorz, Mateusz Bieniek, trener: Stéphane Antiga
- 2020: Piotr Nowakowski, Łukasz Kaczmarek, Bartosz Kurek, Wilfredo León, Fabian Drzyzga, Grzegorz Łomacz, Michał Kubiak, Aleksander Śliwka, Jakub Kochanowski, Kamil Semeniuk, Paweł Zatorski, Mateusz Bieniek, trener: Vital Heynen
- 2024: Łukasz Kaczmarek, Bartosz Kurek, Wilfredo León, Aleksander Śliwka, Grzegorz Łomacz, Jakub Kochanowski, Kamil Semeniuk, Paweł Zatorski, Marcin Janusz, Mateusz Bieniek, Tomasz Fornal, Bartłomiej Bołądź, Norbert Huber trener: Nikola Grbić